# Royal East African Navy
La Royal East African Navy(Marine royale d'Afrique de l'Est) était une force navale unifiée des anciennes colonies de l'Afrique orientale britannique comprenant la Colonie et protectorat du Kenya, du Tanganyika, de l'Ouganda et de Zanzibar. C'était le précurseur colonial de la marine kényane et de la marine tanzanienne. Formé en 1953, elle a été dissoute en 1962.

## Histoire
La Marine royale de l'Afrique de l'Est (REAN) a ses origines dans la réserve des volontaires de la Royal Naval Reserve (RNR), qui, après la fin de la Seconde Guerre mondiale en 1945, exploitait une petite force navale dans les eaux de l'Afrique de l'Est. En 1950, le RNVR kenyan a été remplacé par l' East African Naval Force qui a reçu des contributions de la Colonie et protectorat du Kenya et du Tanganyika, et plus tard du Protectorat de l'Ouganda et du  sultanat de Zanzibar également. La Force navale d'Afrique de l'Est est à son tour devenue la REAN en 1953. Elle a remplacé le RNVR du Tanganyikan (établi en 1939) et le RNVR du Sultanat de Zanzibar (établi en 1938) ainsi que celui du Kenya.
Le REAN a été administré par l'East Africa High Commission (en) (composé des gouverneurs coloniaux du Tanganyika, de l'Ouganda et du Kenya) et a été responsable de la Royal Navy pour la mer d'Arabie et le golfe Persique pour des tâches opérationnelles. Le quartier général du REAN était à Mombasa, au Kenya, et dirigé par un officier résident de la Royal Navy. Les navires de la Royal Navy ont été réaffectés au REAN avec l'identifiant HMEAS (His/Her Majesty's East African Ship - navire est-africain de Sa Majesté).
Au départ, le REAN était une force de 200 membres.
Il a organisé une formation navale et a également effectué un travail utile dans les opérations de secours contre la famine.
Après que le Tanganyika soit devenu indépendant le 9 décembre 1961, son gouvernement a décidé que le REAN n'était pas adapté dans sa forme actuelle, et avec le retrait du Tanganyika de la force, les gouvernements du Kenya, de l'Ouganda et de Zanzibar ne pouvaient pas se permettre le coût de sa modernisation. En décembre 1961, il a été annoncé que le REAN se dissoudrait en 1962. A sa dissolution, ses actifs ont été remis à la East African Railways and Harbours Corporation (Société des chemins de fer et des ports d'Afrique de l'Est). Ses anciens navires ont été détruits ou vendus.

## Flotte
- HMEAS Bassingham - anciennement HMS Bassingham (en), un dragueur de mines côtier de classe Ham acquis de la Royal Navy en juin 1958 pour remplacer le HMEAS Roslaind mais jugé inapproprié pour le REAN et retourné à la Royal Navy en octobre 1961.
- HMEAS Mvita - un bateau de pêche à moteur de 21 m). Destin inconnu.
- HMEAS Rosalind - anciennement HMT Rosalind, un chalutier armé de Classe Shakespearian vendu au Kenya en 1946 et mis au rebut en 1963.
- HMS Loch Fada - une Loch-class frigate (en) qui ne faisait pas partie du REAN, mais qui patrouillait au large des colonies d'Afrique de l'Est grâce à un prêt permanent de la Royal Navy.

## Galerie

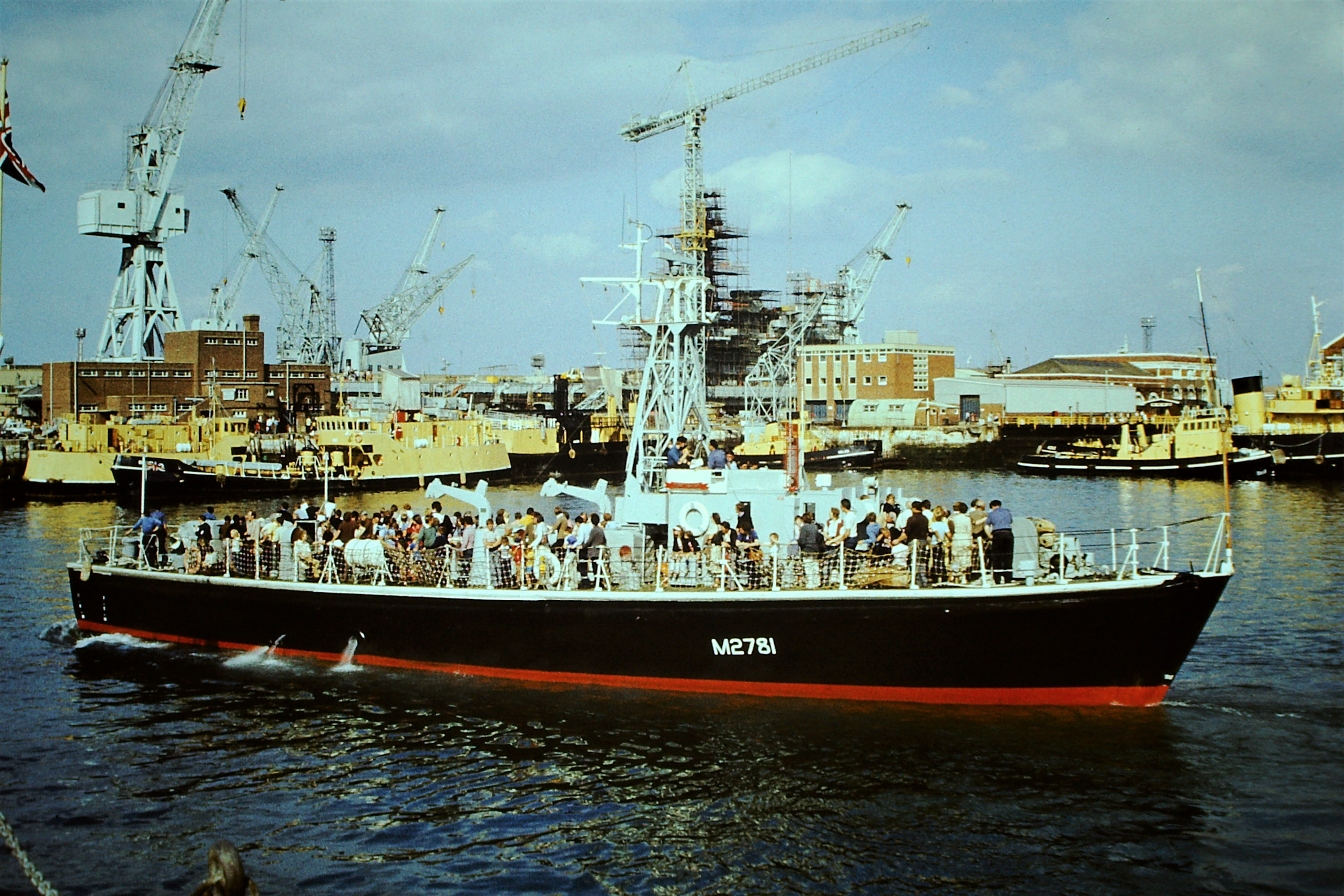
Un dragueur de mines de classe Ham
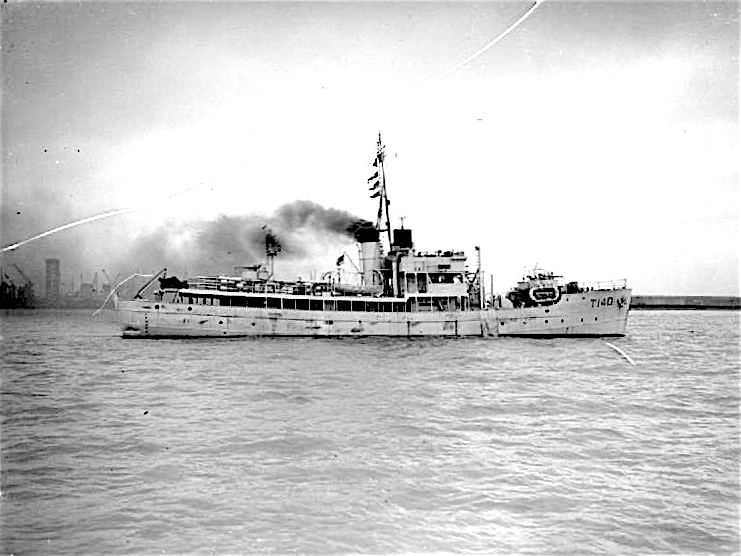
Un chalutier armé de classe Shakespearian
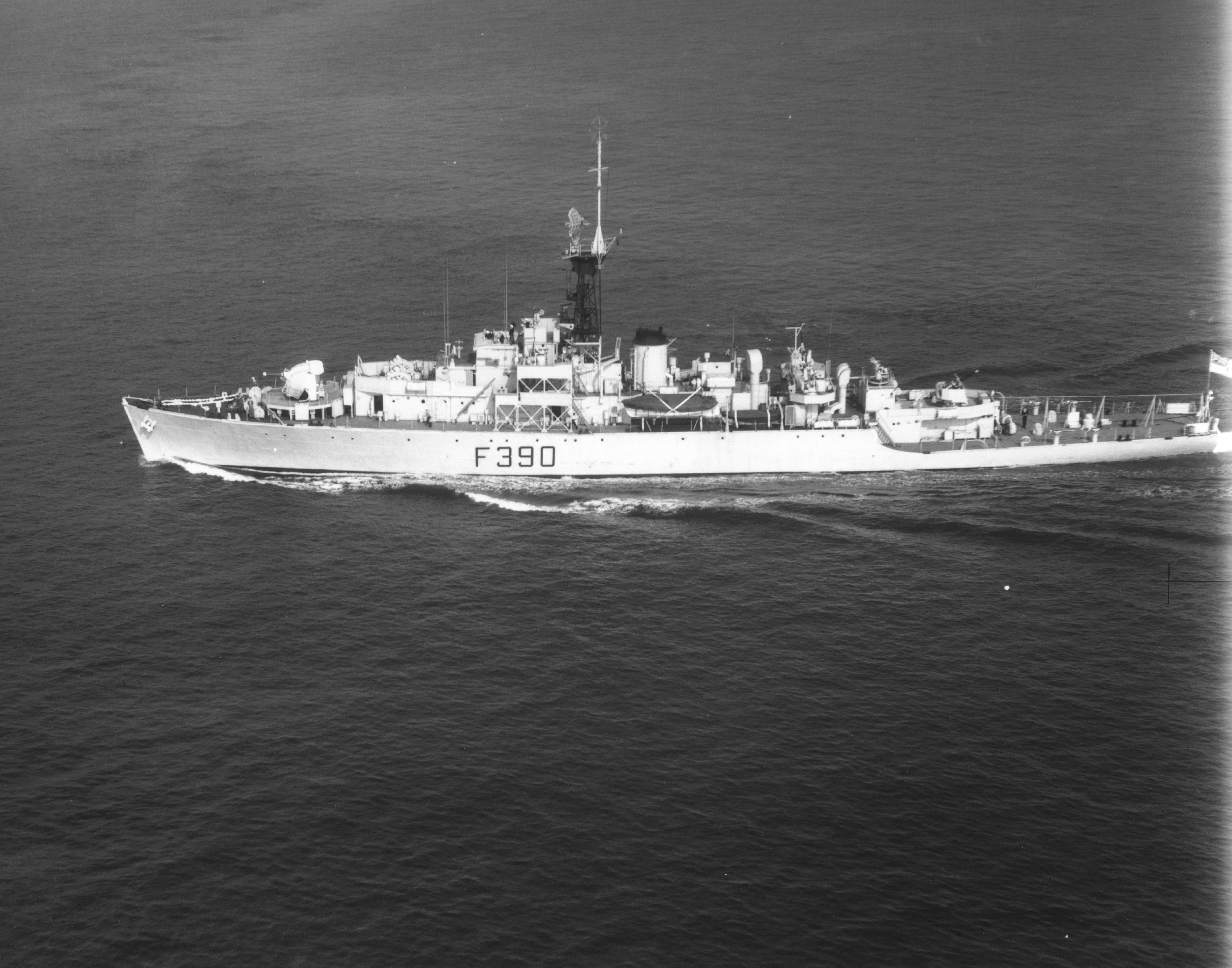
HMS Loch Fada (F390)